# Super One
Super One è il primo album in studio del supergruppo sudcoreano SuperM, pubblicato nel 2020.

## Tracce
1. One (Monster & Infinity) – 3:41
2. Infinity – 3:53
3. Monster – 3:42
4. Wish You Were Here – 3:12
5. Big Chance – 2:51
6. 100 – 3:26
7. Tiger Inside (호랑이) – 3:29
8. Better Days – 3:54
9. Together at Home – 3:26
10. Drip – 2:38
11. Line 'Em Up – 3:23
12. Dangerous Woman – 3:09
13. Step Up – 2:56
14. So Long – 3:49
15. With You – 3:22

## Formazione
- Baekhyun – voce
- Taemin – voce
- Kai – voce
- Taeyong – voce
- Ten – voce
- Lucas – voce
- Mark – voce

## Classifiche
| Classifica (2020) | Posizione massima |
| ----------------- | ----------------- |
| Austria           | 22                |
| Belgio (Fiandre)  | 175               |
| Belgio (Vallonia) | 73                |
| Canada            | 69                |
| Corea del Sud     | 1                 |
| Francia           | 73                |
| Germania          | 19                |
| Nuova Zelanda     | 40                |
| Polonia           | 45                |
| Stati Uniti       | 2                 |
| Svizzera          | 14                |
| Ungheria          | 22                |